# بيرسي جاكسون والأوليمبونس: لص البرق
بيرسي جاكسون والأوليمبونس: لص البرق (بالإنجليزية:  Percy Jackson & the Olympians: The Lightning Thief)‏ هو فيلم فنتازيا ومغامرات أمريكي 2010. الفيلم من إخراج كريس كولومبوس وكتابة كريغ تيتلي، وهذا الفيلم من بطولة لوجان ليرمان وبراندون تي. جاكسون والكسندرا داداريو وجاك ابيل وشون بين.

## القصة
فتى يكتشف أنه سليل إله يوناني، ويشرع في مغامرة لإيقاف صراع بين الآلة. تبدأ القصة عندما يلاحظ بيرسي جاكسن أنه يتميز بقدرات استثنائية كالصمود تحت الماء لمدة طويلة بالإضافة إلى قدرته على قراءة الكلمات باللغة اليونانية.

## طاقم التمثيل
- لوجان ليرمان (بدور: بيرسي جاكسون)
- براندون تي جاكسون (بدور: غروفر أندروود)
- الكسندرا داداريو (بدور: أنابيث تشيس)
- جاك ابيل (بدور: لوك كاسيلين)
- شون بين (بدور: زيوس)

## الميزانية والإيرادات
بلغت تكلفة إنتاج الفيلم حوالي 95 مليون دولار بينما حقق أرباحًا تقدر بـ 226,497,209 دولار.

## ردود الفعل
استقبل الفيلم بمراجعات متباينة من النقاد. 49% مراجعة إيجابية من موقع الطماطم الفاسدة بنائاً على 130 مراجعة. و47% على ميتاكريتيك.

## وصلات خارجية
- بيرسي جاكسون والأوليمبونس: لص البرق على موقع IMDb (الإنجليزية)
- بيرسي جاكسون والأوليمبونس: لص البرق على موقع ميتاكريتيك (الإنجليزية)
- بيرسي جاكسون والأوليمبونس: لص البرق على موقع روتن توميتوز (الإنجليزية)
- بيرسي جاكسون والأوليمبونس: لص البرق على موقع نتفليكس (الإنجليزية)
- بيرسي جاكسون والأوليمبونس: لص البرق على موقع قاعدة بيانات الأفلام العربية
- بيرسي جاكسون والأوليمبونس: لص البرق على موقع ألو سيني (الفرنسية)
- بيرسي جاكسون والأوليمبونس: لص البرق على موقع Turner Classic Movies (الإنجليزية)
- بيرسي جاكسون والأوليمبونس: لص البرق على موقع أول موفي (الإنجليزية)
- بيرسي جاكسون والأوليمبونس: لص البرق على موقع بوكس أوفيس موجو (الإنجليزية)
- بيرسي جاكسون والأوليمبونس: لص البرق على موقع فيلمافينيتي (الإسبانية)

1. ↑  وصلة مرجع: http://stopklatka.pl/film/percy-jackson-i-bogowie-olimpijscy-zlodziej-pioruna. الوصول: 11 يوليو 2016.
2. 1 2  وصلة مرجع: http://www.imdb.com/title/tt0814255/. الوصول: 11 يوليو 2016.
3. 1 2  وصلة مرجع: http://www.filmaffinity.com/en/film441239.html. الوصول: 11 يوليو 2016.
4. ↑  وصلة مرجع: http://www.metacritic.com/movie/percy-jackson-the-olympians-the-lightning-thief. الوصول: 11 يوليو 2016.
5. ↑  "قاعدة بيانات الأفلام على الإنترنت" (بالإنجليزية). Retrieved 2016-08-20.{{استشهاد ويب}}:  صيانة الاستشهاد: لغة غير مدعومة (link)
6. ↑  وصلة مرجع: http://www.boxofficemojo.com/movies/?id=percyjackson.htm.
7. ↑  وصلة مرجع: http://nmhh.hu/dokumentum/158992/2010_filmbemutatok_osszes.xlsx.
8. ↑  وصلة مرجع: http://www.sfi.se/sv/svensk-filmdatabas/Item/?itemid=69344&type=MOVIE&iv=Basic.
9. ↑  وصلة مرجع: https://www.siamzone.com/movie/m/5692. الوصول: 11 يوليو 2016.